# 陈玉先
陈玉先（1944年10月14日—），中国国画家，安徽省淮南市人。任解放军报副主编、高级编辑，国家一级美术师，终身享受国务院政府专家津贴。自上世纪70年代，十数次担任全国美展评委。

## 生平
陈玉先专研肖像和舞蹈水墨画，师从吴作人、叶浅予、李可染。陈用中国画的传统笔墨，将作品中的人物造型、结构、身形、神情、动态和韵律等要素有机地统一起来，形成了自身独特的浪漫现实主义艺术风格。